# 西経32度線
西経32度線（せいけい32どせん）は、本初子午線面から西へ32度の角度を成す経線である。北極点から北極海、グリーンランド、大西洋、南極海、南極大陸を通過して南極点までを結ぶ。西経32度線は、東経148度線と共に大円を形成する。

## 通過する地域一覧
西経32度線は、北極点から南極点まで南に向かって以下の場所を通っている。
| 地理座標                                             | 国土・領土・領海                         | 備考 |
| ---------------------------------------------------- | ---------------------------------------- | --- |
| 北緯90度0分 西経32度0分 / 北緯90.000度 西経32.000度  | 北極海                                   | |
| 北緯83度36分 西経32度0分 / 北緯83.600度 西経32.000度 | グリーンランド                           | 北ピアリーランド（英語版）                                                                                   |
| 北緯83度3分 西経32度0分 / 北緯83.050度 西経32.000度  | フレデリック E.ハイド・フィヨルド        | |
| 北緯82度59分 西経32度0分 / 北緯82.983度 西経32.000度 | グリーンランド                           | 南ピアリーランド（英語版）                                                                                   |
| 北緯81度54分 西経32度0分 / 北緯81.900度 西経32.000度 | インディペンデンス・フィヨルド（英語版） | |
| 北緯81度44分 西経32度0分 / 北緯81.733度 西経32.000度 | グリーンランド                           | |
| 北緯68度15分 西経32度0分 / 北緯68.250度 西経32.000度 | 大西洋                                   | フェルナンド・デ・ノローニャ諸島（ ブラジル、南緯3度50分 西経32度23分 / 南緯3.833度 西経32.383度）の東を通過 |
| 南緯60度0分 西経32度0分 / 南緯60.000度 西経32.000度  | 南極海                                   | |
| 南緯77度2分 西経32度0分 / 南緯77.033度 西経32.000度  | 南極大陸                                 | アルゼンチン（アルゼンチン領南極）と イギリス (イギリス領南極地域)が領有権を主張                             |